# Rainbow Islands: The Story of Bubble Bobble 2
Rainbow Islands: The Story of Bubble Bobble 2 (レインボーアイランド) est un jeu vidéo de plates-formes développé par Taito, initialement sorti en 1987 sur borne d'arcade.
Il s'agit du second épisode de la série Bubble Bobble. Dans cette nouvelle aventure, le joueur incarne Bub ou Bob, qui ont repris leur forme humaine après avoir été transformé en « Bubble Dragon » dans le 1er épisode. Les habitants de sept îles ont été enlevés par « Boss of Dark Shadow ». Le but du jeu est de rejoindre le sommet de chaque niveau avant que la montée des eaux ne submerge le héros. Bub a le pouvoir de lancer des arcs-en-ciel magiques qui font office d'armes et de plates-formes temporaires.

## Le jeu

### Système de jeu
Rainbow Islands se différencie de son prédécesseur en plusieurs points. Les niveaux à écrans fixes font place à des niveaux à scrolling vertical dont il faut rejoindre le sommet en un temps imparti. Les « bulles » qui permettaient de capturer les ennemis disparaissent au profit d'arcs-en-ciel miniatures aux fonctions multiples et originales. Le jeu est désormais uniquement jouable en solo.

#### Le pouvoir de l'arc-en-ciel
En appuyant sur le bouton « tir », un arc-en-ciel se déploie en arc de cercle devant le personnage détruisant du même coup tous les ennemis qui se trouve sur la trajectoire. Une fois déployé, l'arc constitue un support solide temporaire sur lequel le personnage peut marcher. Il s'agit là d'un moyen pratique et vite indispensable d'accéder aux plates-formes supérieures rapidement. La forme bombée de l'arc-en-ciel et la possibilité d'en créer plusieurs successivement permet de construire très facilement des escaliers de fortune pour grimper sans même avoir à sauter.
En ramassant certains power-ups, Bub peut déployer jusqu'à trois arcs en ciel à la suite : les possibilités de déplacement et la puissance dévastatrice du personnage s'en trouve décuplé. D'autres utilisations, plus ou moins détournées, sont aussi envisageables. Sauter sur un arc-en-ciel revient à l'effondrer, tuant du même coup tous les ennemis situés en dessous. Cette méthode, a priori assez accessoire, est en fait essentielle pour espérer terminer le jeu complètement. Comme la plupart des ennemis et de leur projectiles sont incapables de traverser les arcs en ciel, il est possible d'utiliser ces derniers comme boucliers pour se protéger et isoler dans une partie de l'aire de jeu (même directement sous un arc-en-ciel). L'arc-en-ciel sert enfin de « filet » pour attraper à distance les objets bonus.

#### Les ennemis
Les ennemis, très variés, peuvent comme dans Bubble Bobble être pris d'accès de colère : leur déplacement devient alors plus rapide et imprévisible. Ils se mettent dans cet état après avoir été piégé sous un arc-en-ciel, lorsque le personnage reste un certain temps à proximité sans les tuer ou encore lorsque le niveau de l'eau se rapproche du joueur (après l'apparition de l'avertissement : « Hurry Up! » ('Dépêchez-vous !') et l'accélération soudaine du rythme musical). À la fin de chaque île, le personnage affronte un boss géant dans l'espace fixe de l'écran.

#### Les niveaux
Rainbow Islands contient sept îles à l'environnement différent, tous divisées en quatre niveaux :
1. Insect Island
2. Combat Island
3. Monster Island
4. Toy Island
5. Doh Island
6. Robot Island
7. Dragon Island

Dans la version originale, il existe aussi trois îles cachées, seulement accessibles après avoir rempli certaines conditions :
1. Magical Island
2. Darius Island
3. Bubble Island.

Certains niveaux de jeu sont des clins d'œil à d'autres productions de Taito. Le 5e niveau régulier, Doh Island, reprend l'esthétique du classique Arkanoid. Les ennemis, les décors (des briques colorés) et les bruitages (il n'y a pas de musique) sont identiques. Même la musique de game over et le boss de fin niveau (Doh) sont tirés du casse-briques. Les trois îles cachées font elles respectivement références à The Fairyland Story, Darius et Bubble Bobble : le style graphique, certains ennemis et le thème musical est repris.

#### La face cachée de l'arc-en-ciel
Derrière son apparente simplicité, Rainbow Islands se révèle être un jeu malin, aux nombreuses subtilités. « Diablement ingénieux » écrira un testeur. Îles secrètes, fin cachée, salles secrètes, power-up spéciaux, super bonus spéciaux, bonus de points énormes... le jeu abonde de devinettes et de mystères. La clé de tous ces secrets repose surtout sur la compréhension du rôle de chacun des objets, distribués à foison dans les niveaux, et de la façon de les obtenir. Il en existe trois types : les objets à points, les power-ups et les diamants.

##### Les objets à points
Les objets à points, qui rapportent de 10 à 10000 points, se trouvent directement sur les plates-formes ou après avoir tué un ennemi. D'autres, invisibles, nécessitent de déployer l'arc-en-ciel au bon endroit pour les faire apparaître. Outre les 80 objets à points (fruits, légumes, gâteaux, plats, etc), il existe une cinquantaine d'objets spéciaux délivrés en remplissant certaines conditions (anneaux, diadèmes, lampes, cannes, bouteilles, sceptres et objets rares). Par exemple, ramasser trois power-ups « chaussures » rapportent un « anneau rouge » qui permet d'engranger 100 pts supplémentaire à chaque arc-en-ciel déployé. Ou encore, ramasser dix « étoiles jaunes » donnent une « lampe jaune », qui transforme tous les objets cachés en objets à 10000 pts. Le système d'attribution des points est donc plutôt complexe et seul l'expérience permet d'exploser le highscore. Une vie supplémentaire est attribuée à 100000 et 1000000 pts.

##### Les power-ups
Les power-ups sont des capacités spéciales apportées par certains objets. Il y en a huit différents et ils apparaissent toujours dans le même ordre :
1. Les « chaussures » rendent le personnage plus rapide.
2. La « potion rouge » augmente d'un le nombre d'arc-en-ciel (jusqu'à trois).
3. La « potion jaune » augmente la vitesse de déploiement de l'arc-en-ciel.
4. Une autre « potion rouge ».
5. L'« étoile jaune » qui génère à son contact une explosion semi-circulaire.
6. La « boule de crystal » qui rapportent 5000 points.
7. L'« étoile rouge » qui génère à son contact une explosion circulaire complète.
8. Un « power-up spécial » qui apparait selon des conditions données (elles aussi bien mystérieuses) : vie supplémentaire, invulnérabilité, destruction ou gel temporaire de tous les ennemis à l'écran, 4e arc-en-ciel, ailes qui permettent de voler, bonus de points colossaux, armes spéciales, etc. Il en existe 42 différents au total...

##### Les diamants
La collecte de diamants est le seul moyen de compléter entièrement le jeu. Il y a sept couleurs de diamants différentes correspondant aux sept couleurs de l'arc-en-ciel. Les diamants sont libérés en tuant les ennemis soit avec la méthode de l'effondrement d'arc-en-ciel, soit avec les power-ups « étoiles jaune » et « rouge », soit à l'aide d'un « power-up spécial ».
Ramasser sept diamants de couleurs différentes avant la fin de chaque île permet de récupérer un « gros diamant » après avoir tué le boss. Récupérer les sept « gros diamants » du jeu permet d'accéder aux îles secrètes. Et c'est seulement en récupérant les trois « gros diamants » des îles secrètes que le joueur accède à la scène cinématique cachée : la véritable fin.
Le défi est relevé mais il y a plus complexe encore pour les amateurs de scoring. La couleur des diamants est attribuée en fonction de la zone de l'écran dans laquelle il se trouve généré. L'écran est virtuellement divisé en sept zones verticales : tuer un ennemi dans le 1/7e gauche de l'écran génère un diamant rouge, dans le 2/7e un diamant orange, etc., jusqu'au 7/7e et le diamant violet.
En ramassant les diamants dans l'ordre des couleurs de l'arc-en-ciel (du rouge au violet) avant la fin de chaque île, une porte argentée apparaît dans la salle des boss. La salle secrète qu'elle révèle contient un autre gros diamant qui s'ajoute à celui récupéré après avoir défait le boss (si le joueur prend le risque de le combattre, ce qui n'est pas obligatoire). La salle arbore surtout un « super bonus spécial », différent pour chaque île (le dernier n'en contient pas), qui comprennent des power-ups aux effets permanents, des téléporteurs, des « révélateurs » d'objets cachés, etc; de quoi engranger un maximum de points.

### Extra Version
Une version remaniée, Rainbow Islands Extra Version (ンボーアイランド エキストラ), est sortie en 1988 en salle d'arcade. Le jeu est très semblable, seuls les niveaux et les boss apparaissent dans un ordre différent. Les versions Mega Drive et FM Towns en reprennent les modifications et le titre.

## Exploitation

### Développement
Le game designer et character designer du jeu est le japonais Fukio Mitsuji, déjà concepteur du premier épisode. La bande-son est l'œuvre de Hisayoshi Ogura. Le thème musical principal a la particularité de reprendre un motif de la célèbre chanson Over the Rainbow, composée par Harold Arlen.
L'éditeur Ocean Software a acquis les droits d'adaptations du jeu en Europe au terme d'un différend avec Microprose, réglé devant les tribunaux et qui aura retardé la mise sur le marché du jeu de plusieurs mois. Le studio anglais Graftgold a réalisé les conversions sur micro-ordinateurs 8-bit et 16/32-bit. C'est le programmeur Andrew Braybrook, une « légende » de la scène C64, qui a codé les versions Amiga et Atari ST. Il s'agissait là de son premier jeu sur 16/32-bit et le résultat n'a pas trahi sa réputation avec une conversion jugée proche de l'original.
- Programmation : Andrew Braybrook (Amiga, ST), Gary J. Foreman (C64), David O'Conner (CPC, ZX)
- Graphisme : John Cumming
- Musique : Steve Turner
- Effets sonores : Jason Page

La version Mega Drive, uniquement commercialisée au Japon, a été développé par le studio Aisystem Tokyo.

### Versions
- 1987 - Borne d'arcade
- 1989 - Atari ST, Amstrad CPC
- 1990 - Amiga, Commodore 64, ZX Spectrum
- 1990 - Mega Drive (uniquement au Japon, Extra Version)
- 19?? - FM Towns (uniquement au Japon, Extra Version)
- 1991 - Nintendo Entertainment System
- 1993 - Master System
- 1993 - PC Engine (CD-ROM²) (uniquement au Japon)
- 2001 - Game Boy Color
- 2005 - Téléphone mobile
- 2022 - Mega Drive Mini 2 (En Amérique du Nord et Europe, Extra Version)

Le jeu est également disponible dans des compilations sur les systèmes de générations suivantes. On le trouve sur PlayStation, Saturn (1996, Bubble Bobble featuring Rainbow Island), PlayStation 2, Windows et Xbox (2005, Taito Legends).

### Accueil
Rainbow Islands est un jeu très apprécié, promu au rang de classique du jeu de plates-formes. La presse spécialisée a plébiscité le jeu d'arcade et la plupart des portages ont reçu de bonnes appréciations. Rainbow Islands demeure souvent un prétendant au titre de meilleur jeu sur les ordinateurs personnels 8-bit et 16/32-bit,,. Contrairement à d'autres titres, appréciés puis oubliés, le jeu de Taito parvient à garder intact son charme et son aura malgré le temps qui passe. Lors d'une réédition du jeu, un journaliste conclut : « Le monde a besoin d'autres jeux de ce genre. »
Andy Smith a écrit, dans Amiga Format en mai 1990 :
« What a cracking game! It's supremely addictive, completely playable and thoroughly enjoyable. This is a classic game from the Super Mario Bros school of game design that will have you glued to the monitor for a very long time. There is just so much in the game it's a credit to whoever designed the coin-op, and the conversion is superb. For some light relief and solid fun you'd be a fool to pass this by. »
Tony Dillon ajoute, dans Commodore User en septembre 1989 :
« Rainbow Islands n'est pas seulement la meilleure conversion arcade en date, c'est aussi le jeu le plus mignon à avoir jamais vu le jour. Tellement mignon en fait qu'il ferait passer The New Zealand Story pour un film de Stephen King. »
Sur NES, la version européenne, éditée par Ocean Software, est considérée techniquement plus accomplie que la version japonaise et américaine, éditée par Taito.
ACE 934/1000 • Amiga Format 95% • C+VG 96% • CU Amiga 88% et 97% • Joystick 97% • Tilt 19/20 • Your Sinclair 94% • Zzap! 92%

## La série
- 1986 - Bubble Bobble
- 1987 - Rainbow Islands
- 1991 - Parasol Stars
- 1993 - Bubble Bobble Part 2
- 1994 - Bubble Symphony (Bubble Bobble II)
- 1996 - Bubble Memories
- 2006 - Rainbow Islands Revolution
- 2007 - Rainbow Islands Evolution